# Nadání Josefa, Marie a Zdenky Hlávkových
Nadání Josefa, Marie a Zdenky Hlávkových, obecně známé jako Hlávkova nadace, je nejstarší existující česká nadace, založená 25. ledna 1904 architektem Josefem Hlávkou.
Hlávkova nadace spolu s Nadací Českého literárního fondu každoročně udělují Cenu Josefa Hlávky za vědeckou literaturu. Dále je udělována Medaile Josefa Hlávky.

## Historie
Nejstarší česká nadace byla založena Josefem Hlávkou 25. ledna 1904 a zachovala si nepřetržitou právní kontinuitu až do současnosti. 
Nadání bylo výhradním dědicem veškerého velice rozsáhlého jmění Josefa Hlávky a jeho posláním je sloužit vzdělanosti českého národa.
Finanční a ekonomický otřes v důsledku 1. světové války znehodnotil část majetkové nadace, ale ta přesto jen v letech 1904 až 1939 podpořila cca 3 500 nemajetných vysokoškolských studentů bezplatným ubytováním na Hlávkově koleji.
V roce 1953 byly rozhodnutím komunistické vlády zrušeny všechny české nadace s výjimkou Nadání Josefa, Marie a Zdenky Hlávkových, které byla ponechána možnost formální existence, avšak byla připravena o nemalou část nadačního majetku. 
V roce 1954 byla Studentskému spolku pražských vysokoškoláků zabavena kolej Josefa Hlávky a převedena do vlastnictví státu. Po listopadu 1989 došlo k opětovnému rozvoji nadace.

## Současnost
Nadání nyní spravuje jmění zahrnující především zámek Josefa Hlávky v Lužanech u Přeštic a nadační domy v Praze. 
Výnosy z pronájmů slouží finančnímu zajištění nadačního programu, který vychází z přání zakladatele. 
Svému účelu se vrátila i kolej Josefa Hlávky v Jenštejnské ulici v Praze, kde jsou na náklady Nadání ubytováni vynikající studenti vysokých škol. 
Péče o stav koleje zajišťuje České vysoké učení technické, které také budovu vlastní.
Od roku 1991 činily nadační příspěvky pro vynikající studenty vysokých škol a mladé vědce a umělce více než 55 milionů korun. 
V ediční řadě Národohospodářského ústavu podporované nadací bylo vydáno 79 odborných studií.